# Mistrzostwa Europy w Wioślarstwie 1897
5. Mistrzostwa Europy w Wioślarstwie odbyły się w dniu 8 września 1897 r. we włoskiej Pallanzy. Zawodnicy rywalizowali w 4 konkurencjach wioślarskich na pobliskim jeziorze Maggiore. 

## Medaliści
| Konkurencja                 | Złoto | Srebro | Brąz | Źródło |
| --------------------------- | --- | --- | --- | ------ |
| M1x (jedynka)               | Joseph Deleplanque | Fiorenzo Pagliano | – | [ 1 ]  |
| M2+ (dwójka ze sternikiem)  | Belgia Edouard Lescrauwaet · Eugène Govaerts | Francja Carlos Deltour · Antoine Védrenne · Dubordieu (sternik) | Włochy M. Boldoni · A. de Marchi Gerini                                                                                      | [ 2 ]  |
| M4+ (czwórka ze sternikiem) | Belgia François Goosens · François Jansen · Léopold de Bloe · Georges Boisson                                                                            | Włochy Ezio Carlesi · Silvio Slettini · Ettore Sebastiani · Alberto Bertolani                                                                                       | Francja Laurent · Guillon · Mérat · J. Lelarge                                                                               | [ 3 ]  |
| M8+ (ósemka)                | Belgia Edouard Lescrauwaet · Eugène Govaerts · Adolphe Lippens · Maurice Hemelsoet · Charles Malis · Charles Van Weddingen · Arthur De Meyer · Louis Lys | Włochy Ernesto Vettori · Italo Ponis · Cino Ceni · Alberto Grazzini · Ottorino Castagnoli · Giorgio Bensa · Giuseppe Belli · Cesare Galardelli · G. Pucci (sternik) | Francja Deguine · Maurice Carton · Émile Lejeune · Charles Gadebled · Maurice Henon · van Heeckoet · Henon · P. van Heeckoet | [ 4 ]  |

## Klasyfikacja medalowa
| Miejsce | Reprezentacja | Złoto | Srebro | Brąz | Razem |
| ------- | ------------- | ----- | ------ | ---- | ----- |
| 1.      | Belgia        | 4     | 0      | 0    | 4     |
| 2.      | Włochy        | 0     | 3      | 1    | 4     |
| 3.      | Francja       | 0     | 1      | 2    | 3     |
| Razem   | Razem         | 4     | 4      | 3    | 11    |